# Szenawan (Aragacotn)
Szenawan – wieś w Armenii, w prowincji Aragacotn. W 2011 roku liczyła 1638 mieszkańców.